# Titularbistum Cardicium
Cardicium (ital.: Cardicio) ist ein Titularbistum der römisch-katholischen Kirche.
Es geht zurück auf ein früheres Bistum von Gardiki (heute Pelasgia in der Präfektur Fthiotida) in der römischen Provinz Macedonia bzw. Thessalia im heutigen Griechenland. Das Bistum gehörte der Kirchenprovinz Larisa an.
| Titularbischöfe von Cardicium |                                           |                                                                                           |                    |                   |
| Nr.                           | Name                                      | Amt                                                                                       | von                | bis               |
| 1                             | Johannes Pelcking OFMConv                 | Weihbischof in Paderborn, Hildesheim, Münster (Deutschland)                               | 16. Dezember 1619  | 28. Dezember 1642 |
| 2                             | Bernhard Frick                            | Weihbischof in Paderborn (Bistum Paderborn)                                               | 14. November 1644  | 31. März 1655     |
| 3                             | Isidoro Masones y Nin                     | Weihbischof in Cagliari (Königreich Sardinien)                                            | 1. Oktober 1703    | 15. Dezember 1704 |
| 4                             | Angelo Gabriele Gautieri OFM              | Apostolischer Vikar von Siebenbürgen (Habsburgermonarchie)                                | 2. März 1705       |                   |
| 5                             | Alfonso-Maria di Donato OFM               | Apostolischer Koadjutorvikar, Apostolischer Vikar von Shanxi (China)                      | 9. September 1831  | 20. Mai 1848      |
| 6                             | Augusto Bonetti CM                        |                                                                                           | 5. Mai 1885        | 6. Mai 1887       |
| 7                             | Jules-Auguste Coqset CM                   | Apostolischer Vikar von Süd-Jiangxi Apostolischer Vikar von Südwest-Hebei (China)         | 29. Juni 1887      | 4. Februar 1917   |
| 8                             | Francisco Ruiz de Azúa Ortiz de Zárate OP | Apostolischer Koadjutorvikar, Apostolischer Vikar von Ost-Tonking (Französisch-Indochina) | 19. Juni 1917      | 22. Mai 1929      |
| 9                             | Jozef Hubert Willem Lemmens               | Koadjutorbischof von Roermond (Niederlande)                                               | 5. Februar 1932    | 26. März 1932     |
| 10                            | Joseph Louis Adhémar Lapierre PME         | Apostolischer Vikar von Szepingkai (Republik China)                                       | 24. Mai 1932       | 11. April 1946    |
| 11                            | Anton Vovk                                | Weihbischof in Ljubljana (Jugoslawien)                                                    | 15. September 1946 | 26. November 1959 |
| 12                            | Eloy Tato Losada IEME                     | Apostolischer Vikar von San Jorge (Kolumbien)                                             | 3. Mai 1960        | 25. April 1969    |